# Amiota sinuata
Amiota sinuata är en tvåvingeart som beskrevs av Toyohi Okada 1968. Amiota sinuata ingår i släktet Amiota och familjen daggflugor. Inga underarter finns listade i Catalogue of Life.